# 안면초등학교
안면초등학교는 대한민국 충청남도 태안군 안면읍 승언리에 있는 공립 초등학교이다.

## 학교 연혁
- 1906년 11월 10일 사립 광영학교 설립
- 1920년 6월 5일 안면도공립보통학교(4년제) 개교
- 1926년 4월 22일 6년제로 개편
- 1938년 4월 1일 고남공립심상소학교 분리 이관
- 1938년 4월 1일 안면공립심상소학교로 개칭
- 1941년 4월 1일 안면공립국민학교로 개칭
- 1947년 7월 25일 분교장 부설 (창기, 대야도, 간월도)
- 1947년 12월 11일 안중국민학교 분리 이관
- 1949년 9월 20일 창기국민학교 분리 이관
- 1949년 12월 31일 안면국민학교로 개칭
- 1968년 3월 1일 죽도, 나치도 분교장 부설
- 1981년 3월 10일 병설유치원 개원
- 1996년 3월 1일 안면초등학교로 개칭
- 2021년 2월 5일 제100회 졸업식(8572명 배출)
- 2021년 3월 1일 9학급(특수학급1 포함), 유치원 1학급

## 참고 자료
- 안면초등학교 - 한국교육학술정보원 학교알리미